# Wapen van Leiderdorp

Wapen van Leiderdorp

Het wapen van Leiderdorp is op 24 juli 1816 bij Koninklijk Besluit aan de gemeente Leiderdorp toegekend.

## Oorsprong
Het wapen is een combinatie van het wapen van Leiden en de Oude Rijn. In de zestiende eeuw kwam de ambachtsheerlijkheid Leiderdorp in bezit van de stad Leiden. Het zegel van de ambachtsheerlijkheid van voor 1802 toont het wapen van Leiden, met de leeuw met opgeheven zwaard als schildhouder. Hierna werd het vervangen door een zegel met het huidige wapen.

## Blazoenering
De beschrijving is als volgt: "Van zilver beladen met 2 sleutels van keel, geplaatst en sautoir, en een golvende fasce brocherende over het geheel."
N.B.
- Niet vermeld wordt dat de golvende balk van lazuur is.
- De heraldische kleuren in het schild zijn: zilver (wit), keel (rood) en lazuur (blauw).

## Verwant wapen

Het wapen van Leiden